# Aurélie Laflamme : Les Pieds sur terre
Pour plus de détails, voir Fiche technique et Distribution.
Aurélie Laflamme : Les Pieds sur terre est un film québécois réalisé par Nicolas Monette en 2015. Ce film est l'adaptation cinématographique des deux derniers romans de la série littéraire Le Journal d'Aurélie Laflamme écrite par India Desjardins.

## Synopsis
Aurélie Laflamme est en cinquième secondaire et s'apprête à vivre son bal de finissants qu'elle s'imagine merveilleux. Entourée de sa meilleure amie Kat, de son amoureux Nicolas Dubuc et de son meilleur ami Tommy Durocher, Aurélie devra faire face à des choix déchirants quant à son avenir et qui elle veut être vraiment. Un professeur intransigeant viendra la confronter dans ses choix scolaires et professionnels. Pendant ce temps, sa mère, qui a maintenant un nouvel amoureux, semble distante et émotionnelle. Aurélie devra tenter de comprendre et se faire une place dans ce monde qui lui semble parfois ingrat.

## Fiche technique
- Titre : Aurélie Laflamme : Les Pieds sur terre
- Réalisation : Nicolas Monette
- Scénario : India Desjardins, d'après le roman éponyme d'India Desjardins
- Production : Claude Veillet et Annie Blais
- Société de production : Film Vision 4
- Distribution : Téléfiction Distribution
- Budget : 4 700 000 $
- Pays d'origine : Canada (Québec)
- Langue : Français
- Format : Couleurs
- Genre : Comédie
- Durée : 113 minutes
- Date de sortie : Québec : 24 avril 2015

## Distribution
- Marianne Verville : Aurélie Laflamme
- Aliocha Schneider : Nicolas Dubuc
- Geneviève Chartrand : Katryne « Kat » Demers
- Édith Cochrane : France Charbonneau
- Lou-Pascal Tremblay : Tommy Durocher
- Hubert Lavallée Bellefleur : Jean-Félix Ouimet
- Pier-Luc Funk : Jean-Benoît Houde
- Stéphane Gagnon : François Blais
- David La Haye : Louis Brière
- Bianca Gervais : Janik Tremblay
- Robert Naylor : L'ami de Kathryne
- Kalinka Petrie : Audrey Villeneuve
- Miro Belzil : Emmerick Gagnon
- Jean-Carl Boucher : Un étudiant du bal